# Na’in
Na’in (perski: نائين) – miasto w Iranie, w ostanie Isfahan. W 2006 roku miasto liczyło 24 424 mieszkańców w 6950 rodzinach.